# ハンス・ラッサー
ハンス・ラッサー（Hans Lasser、1891年10月13日 - 1932年7月14日）はドイツの画家である。1920年代に表現主義のスタイで人物画を描いた。

## 略歴
当時、ドイツ領であった現在のフランス、モゼル県のメスで医師の息子に生まれた。ストラスブールでエミール・シュナイダー（Émile Schneider: 1873–1947）などに学んだ。1911年から1913年の間、ミュンヘン美術院でカール・マールに学んだ。1914年にパリに旅した。、
第一次世界大戦が終わった1918年からはミュンヘンに住んだ。 1920年から「ミュンヘン新分離派」のメンバーになり、人物画や肖像画、風景画をミュンヘン新分離派の展覧会に出展した 。1922年には、ミュンヘンの画商、ハンス・ゴルツ（Hans Goltz: 1873-1927）の企画した多くの展示会に出展し、1924年の「10 Jahre Neue Kunst in München」という大きな展覧会などで、オスカー・ココシュカやロヴィス・コリント、オットー・ディクス、マックス・エルンスト、リオネル・ファイニンガーといった画家たちとともに作品を展示した。
1926年に作家ゲオルグ・ブリッティング（Georg Britting）と画家のヨーゼフ・アハマン（Josef Achmann）とともに、ブリッティングの紀行文をハンブルグやマグデブルクの新聞に連載するためにイタリアへ長い旅をして、旅先の光景を挿絵にするために描いた。
1929年6月16日から10月6日までダルムシュタットのマチルデンの丘で開催された国際展覧会「Der schöne Mensch in der neuen Kunst」ではマルク・シャガールやマックス・ペヒシュタイン、オスカー・シュレンマーといった画家の作品とともに作品が展示された。1930年の「ミュンヘン・ドイツ美術展（Deutschen Kunstausstellung München 1930 im Glaspalast」ではマックス・ベックマンやオスカー・ココシュカ、マックス・リーバーマン、エミール・ノルデらの作品とともに、作品画像がカタログに掲載された 。
1932年にミュンヘンで40歳で亡くなった。1920年代に医師のヴィルヘルミナ（Wilhelmine Lasser、旧姓 Ritscher: 1889-1963）と結婚していた。ユダヤ人であったヴィルヘルミナは夫の没後の1935年に中国の広東のイギリス宣教師団の医師になり、ドイツを離れ、1950年まで中国で働いた人物である。

## 作品

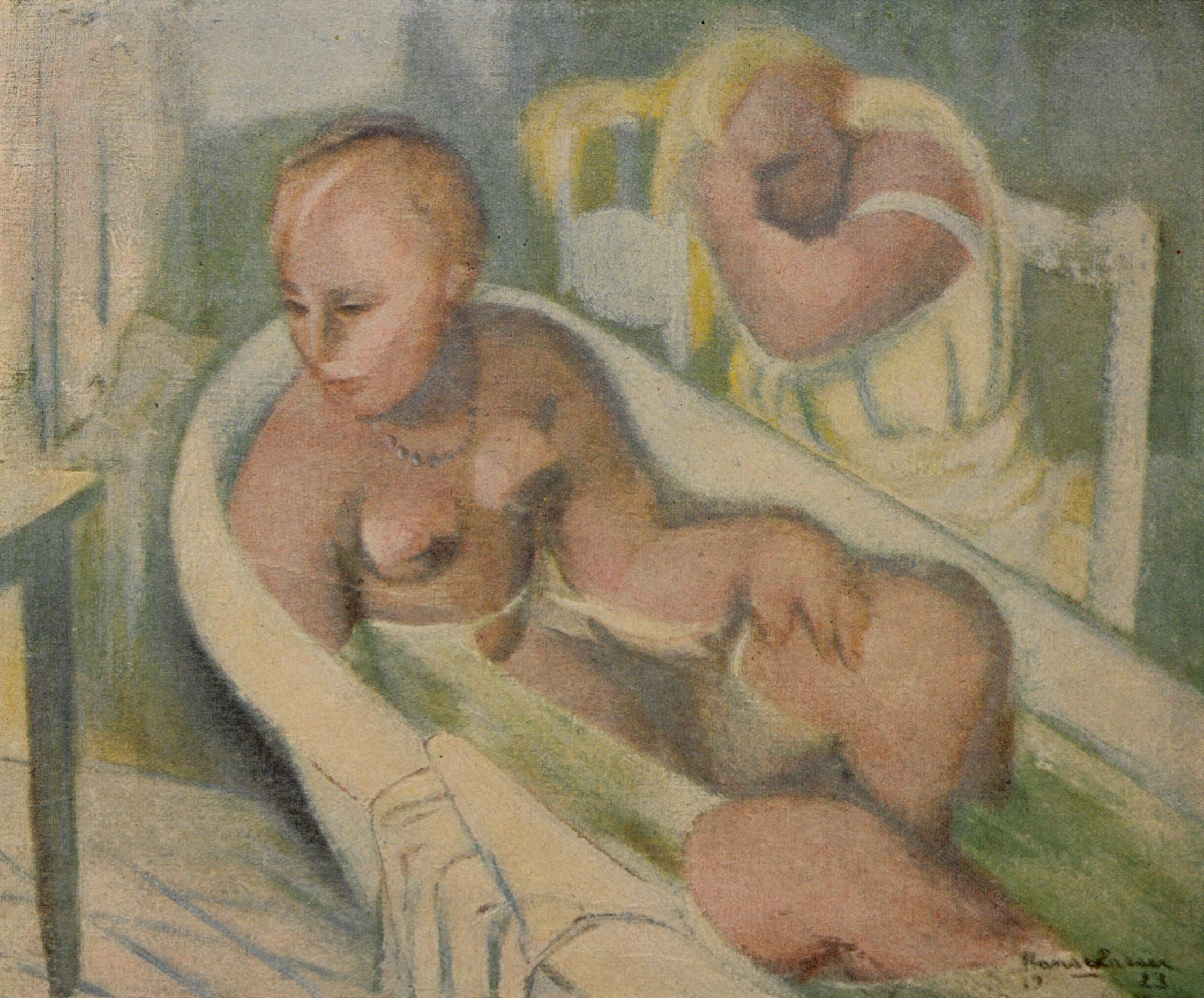
浴槽の中 (1923) 雑誌「Jugend」に掲載
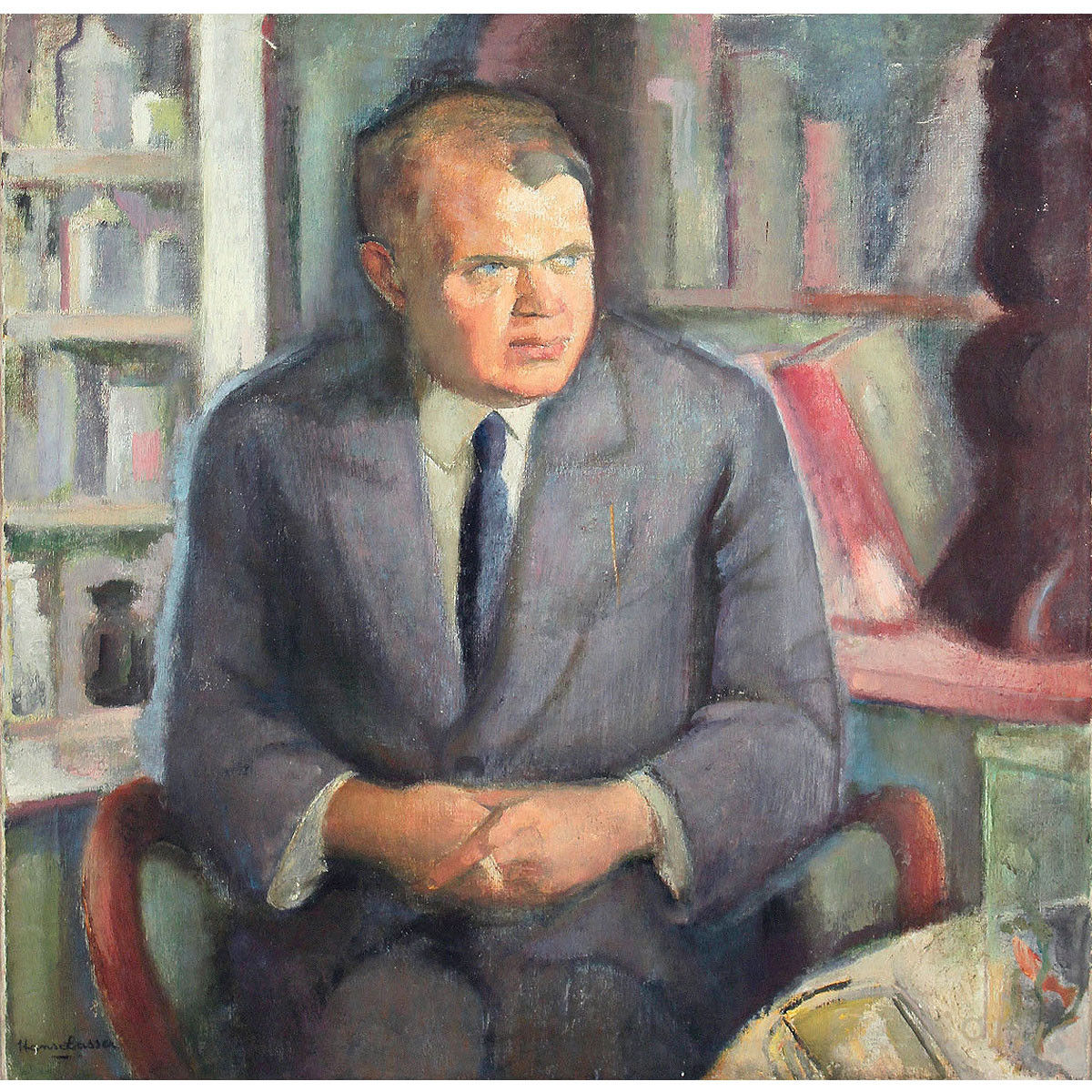
男性の肖像画 (c.1925)